# Sloan (Iowa)
Sloan ist eine Kleinstadt (mit dem Status „City“) im Woodbury County im US-amerikanischen Bundesstaat Iowa. Im Jahr 2010 hatte Sloan 973 Einwohner, deren Zahl sich bis 2013 auf 974 leicht erhöhte. Das U.S. Census Bureau hat bei der Volkszählung 2020 eine Einwohnerzahl von 1.042 ermittelt.
Sloan liegt in der Sioux City Metropolitan Area, die sich von Iowa bis in die benachbarten Staaten South Dakota und Nebraska erstreckt.

## Geografie
Sloan liegt im Westen Iowas, 39 km südöstlich der Mündung des Big Sioux River in den Missouri am Schnittpunkt der drei Bundesstaaten Iowa, South Dakota und Nebraska.
Die geografischen Koordinaten von Sloan sind 42°13′58″ nördlicher Breite und 96°13′41″ westlicher Länge. Die Stadt erstreckt sich über eine Fläche von 1,61 km² und bildet den Kern der Sloan Township.
Das Gebiet der überwiegend im benachbarten Nebraska liegenden Winnebago Reservation, einer von zwei Reservationen des Indianerstammes der Ho-Chunk, beginnt 7,7 km westlich mit dem WinnaVegas Casino.
Nachbarorte von Sloan sind Salix (10,2 km nordwestlich), Sergeant Bluff (22,3 km in der gleichen Richtung), Bronson (23,4 km nördlich), Hornick (11,5 km östlich) und Whiting (13,9 km südöstlich).
Das Stadtzentrum von Sioux City liegt 37 km nordwestlich. Die weiteren nächstgelegenen größeren Städte sind die Twin Cities in Minnesota (Minneapolis und Saint Paul) (473 km nordöstlich), Rochester in Minnesota (474 km ostnordöstlich), Cedar Rapids (402 km östlich), Iowas Hauptstadt Des Moines (270 km südöstlich), Nebraskas größte Stadt Omaha (130 km südsüdöstlich), Kansas City in Missouri (416 km in der gleichen Richtung), Nebraskas Hauptstadt Lincoln (203 km südsüdwestlich) und South Dakotas größte Stadt Sioux Falls (173 km nordnordwestlich).

## Verkehr
Wenige hundert Meter westlich führt der entlang des Missouri verlaufende Interstate Highway 29, der die kürzeste Verbindung von Kansas City zur kanadischen Grenze bildet, am Stadtgebiet von Sloan vorbei. Der parallel zum I 29 verlaufende Old Highway 75 bildet die Hauptstraße von Sloan. Der von West nach Ost verlaufende Iowa State Highway 141 schließt das Stadtgebiet nach Süden ab. Alle weiteren Straßen sind untergeordnete Landstraßen, teils unbefestigte Fahrwege sowie innerörtliche Verbindungsstraßen.
Durch Sloan verläuft eine entlang des Missouri führende Eisenbahnstrecke der Union Pacific Railroad (UP).
Mit dem Sioux Gateway Airport in Sioux City befindet sich 25 km nordwestlich der nächste Flughafen.

## Bevölkerung
Nach der Volkszählung im Jahr 2010 lebten in Sloan 973 Menschen in 421 Haushalten. Die Bevölkerungsdichte betrug 604,3 Einwohner pro Quadratkilometer. In den 421 Haushalten lebten statistisch je 2,31 Personen.
Ethnisch betrachtet setzte sich die Bevölkerung zusammen aus 96,9 Prozent Weißen, 2,2 Prozent amerikanischen Ureinwohnern, 0,1 Prozent (eine Person) Asiaten sowie 0,5 Prozent aus anderen ethnischen Gruppen; 0,3 Prozent stammten von zwei oder mehr Ethnien ab. Unabhängig von der ethnischen Zugehörigkeit waren 1,8 Prozent der Bevölkerung spanischer oder lateinamerikanischer Abstammung.
23,8 Prozent der Bevölkerung waren unter 18 Jahre alt, 59,9 Prozent waren zwischen 18 und 64 und 16,3 Prozent waren 65 Jahre oder älter. 52,8 Prozent der Bevölkerung waren weiblich.
Das mittlere jährliche Einkommen eines Haushalts lag bei 59.375 USD. Das Pro-Kopf-Einkommen betrug 24.495 USD. 9,9 Prozent der Einwohner lebten unterhalb der Armutsgrenze.